# Der wilde wilde Westen
Der wilde wilde Westen (auch: „Is’ was, Sheriff?“, Original und deutscher DVD-Titel: Blazing Saddles) ist eine satirische Westernkomödie von Mel Brooks aus dem Jahr 1974. Der Film erzählt von einem schwarzen Sheriff im Wilden Westen, der sich einem korrupten Politiker entgegenstellt. Der Film setzt sich gezielt mit Rassismus und der Stellung der Afroamerikaner in den USA auseinander.

## Handlung
Der Vizegouverneur und Attorney General Hedley Lamarr will durch die malerische Wildweststadt Rock Ridge eine Eisenbahnstrecke bauen und sich nebenbei wertvolles Land selbst aneignen. Da die Bewohner ihre Stadt nicht verkaufen und verlassen wollen, heckt Lamarr mit Taggart, dem Bauleiter der Eisenbahnstrecke, einen Plan aus: Taggarts Handlanger versuchen mit mehreren Plünder- und Raubzügen, die Bewohner aus der Stadt zu treiben. Auch ermordeten sie den Sheriff des Ortes. Nach den ersten Beutezügen findet sich die Gemeinde zusammen, um die weitere Vorgehensweise zu besprechen. Nachdem man sich darauf geeinigt hat, die Stadt nicht aufzugeben, verlangen die Bewohner vom Gouverneur einen neuen Sheriff.
Unterdessen ist der schwarze Eisenbahnarbeiter Bart durch rebellisches Verhalten aufgefallen, als er den despotischen Taggart mit einer Schaufel niedergeschlagen hatte. Bart soll zunächst hingerichtet werden, doch Lamarr entwickelt andere Pläne. Er überzeugt den inkompetenten Gouverneur, Bart zum neuen Gesetzeshüter von Rock Ridge zu ernennen. Lamarr geht davon aus, dass ihm die weißen Dorfbewohner aus rassistischen Gründen keine Chance geben werden und die Banditen ungestört mit der Zerstörung fortfahren können. Wie erwartet sorgt der schwarze Sheriff in der Stadt für einen Skandal. Nur der ehemalige Revolverheld Jim, früher auch bekannt als Kid the Kid, steht Bart zur Seite.
Lamarr und Taggart schicken den hünenhaften, wenig intelligenten Banditen Mongo nach Rock Ridge. Er kann jedoch von Sheriff Bart mithilfe einer List besiegt werden. Daraufhin beginnt sich die Feindseligkeit der Bewohner zu legen, selbst Mongo stellt sich nun auf Barts Seite. Als Lamarr erfährt, dass Mongo nicht erfolgreich war, setzt er die teutonische Schönheit Lili auf den Sheriff an – sie soll ihm den Kopf verdrehen und ihn dann verlassen, um ihn abzulenken und psychisch zu zerstören. Allerdings verliebt sich Lili in Bart und kann daher ihr Werk nicht zu Ende bringen. Stattdessen stellt sie sich auch auf die Seite des Dorfes.
Mittlerweile fast verzweifelt, beschließen Lamarr und Taggart eine Armee aufzustellen, die die schlimmsten Schurken der Welt vereinen soll: In dieser Armee finden sich neben Banditen und Ku-Klux-Klan-Mitgliedern auch deutsche Soldaten aus dem Zweiten Weltkrieg, Rockerbanden und andere stereotype Bösewichte. Bart alarmiert seine alten Freunde, die für die Bahngesellschaft arbeiten, um mit ihnen und den Bewohnern der Stadt eine Kopie von Rock Ridge zu erstellen. Diese wird mit Dynamit gefüllt und soll die Gangster auf die falsche Fährte locken. Der Plan funktioniert, und die Attrappe geht mit den Ganoven in Flammen auf.
Während des Showdown bricht der Film allerdings metaleptisch die Ebene und die vierte Wand: Bei der Rauferei, die den Explosionen in der Klonstadt folgt, brechen die Raufbolde eine Studiomauer nieder und stören dort die Aufnahmen für einen Musikfilm. Des Weiteren stürmen sie die Kantine der Universal Studios und gehen ins Kino, um sich den Film Der wilde wilde Westen im Kino zu Ende anzusehen. Zuvor liefern sich Lamarr und Sheriff Bart ein Duell vor dem Kinosaal, aus dem Bart siegreich hervorgeht. Schließlich sehen sich der Sheriff und Jim den Film im Kino an: Der Sheriff und sein Begleiter Jim reiten der Sonne entgegen, um neue Ganoven aufzuspüren und zu bekämpfen, dann steigen sie vom Pferd ab und werden von einer Limousine abgeholt.

## Kritiken
Für Phil Hardy ist der Film eine „herrliche Zelebrierung schlechten Geschmacks, (…), nicht nur einfach eine Westernparodie.“ Brooks erschaffe „mehr glänzende Szenen, als man erwarten würde.“ Der Film demonstriere „sowohl die Flexibilität des Genres, als auch den Zeitgeschmack der 1970er.“
Joe Hembus konstatiert, Brooks habe sich mit diesem Film „als das neben Woody Allen größte Genie des jüdischen Witzes im amerikanischen Showbusiness etabliert.“ Er mische „das Subtile mit dem Vulgären“, der Film leide jedoch unter einer „scheußlichen Synchronisation.“
Das Lexikon des internationalen Films meint, der „derb inszenierte“ Film sei eine „[t]eilweise mißglückte Westernparodie, die Klischees der Gattung und Zitate aus anderen Filmen mit manchmal krampfhafter Ironie und aktuellen Anspielungen“ garniere und nur gegen Ende „eine gewisse Eigenständigkeit“ gewinne.
Der Film lief in Deutschland zuerst unter dem Titel Is’ was, Sheriff? und war – wie nicht nur Joe Hembus bemerkte – sehr schlecht, lieblos und mit dümmlichen Dialogen synchronisiert worden. Als Brooks das erfuhr, ließ er die Vorführungen im deutschsprachigen Raum stoppen, den deutschen Text überarbeiten und zum Teil von anderen Schauspielern neu synchronisieren. Für diese Neusynchronisation ließ er sich für jede größere Rolle eigens Stimmproben aus Deutschland schicken und suchte sich daraus für jede Rolle die passenden Stimmen aus.

## Auszeichnungen
Der wilde wilde Westen wurde für drei Oscar 1975 nominiert:
- Beste Nebendarstellerin (Madeline Kahn)
- Bester Schnitt
- Bester Soundtrack

Der Film gewann den WGA Award für das beste Drehbuch.
Außerdem wurde der Film für den Britischen Filmpreis vorgeschlagen:
- Bester Newcomer (Cleavon Little)
- Bestes Drehbuch

Im Jahr 2006 wurde der Film in das National Film Registry der kulturgeschichtlich bedeutsamsten US-Filme aufgenommen.

## Produktionshintergrund
Laut Koautor Andrew Bergman sollte der Film zu Beginn der Produktion 1971 Black Bart heißen. Die Regie sollte ursprünglich Alan Arkin übernehmen und die Rolle des Bart der Schauspieler James Earl Jones. Die Filmhandlung sollte damals noch, nach dem Drehbuch, in den 1970er Jahren spielen. Doch die damalige Filmzensur machte ihnen Schwierigkeiten und daher scheiterte das Projekt. Zwei Jahre später wurde Mel Brooks mit der Regie beauftragt und überarbeitete gemeinsam mit Bergman erneut das Drehbuch und versetzte die Filmhandlung aus dem Jahr 1974 ins Jahr 1874. Andrew Bergman erklärte zur gemeinsamen Arbeit: „Und so machten die Gags die Runde, bis keiner mehr wusste, von wem die Gags wirklich waren!“
Eigentlich hätte die Rolle von Black Bart, laut Brooks, der Schauspieler und Komiker Richard Pryor, einer der Mit-Autoren des Drehbuchs von Blazing Saddles im Film spielen sollen. Aber Warner Bros. wollte ihn nicht, da er zu der damaligen Zeit aufgrund seiner Drogenabhängigkeit sehr unzuverlässig war. Er fehlte oft am Set und war auch bei Besprechungen des Drehbuches nicht anwesend. Daher entschied sich Warner Bros. zuerst für den Komiker und Schauspieler Flip Wilson. Brooks bestand allerdings auf den jungen Schauspieler Cleavon Little für die Rolle.
Gene Wilder spielt die Rolle des Säufers Jim, ehemaliger Revolverheld Kid the Kid (im Original: Waco Kid), den schnellsten Schützen aller Zeiten, wobei der Zuschauer ihn nie den Revolver ziehen sieht, da die Bewegungen zu schnell für das Auge sind. Wilder erklärte zum Film: „Die Autoren haben etwas Bemerkenswertes gemacht. Indem sie dem Rassismus einen Schlag ins Gesicht verpasst haben, und seine Nase blutet. Aber sie tun es, während du lachst!“
Der Darsteller Robert Ridgely, der den Henker spielt, spielte auch den Henker in Mel Brooks Robin Hood – Helden in Strumpfhosen.

## Anspielungen
Madeline Kahns Rolle der Lili Von Shtupp ist eine Parodie der deutschen Schauspielerin Marlene Dietrich und im Besonderen auf deren Auftritt in der Westernkomödie Der große Bluff.
Harvey Korman spielt Hedley Lamarr, eine bewusste Anspielung auf die österreichische Hollywood-Schauspielerin Hedy Lamarr. Mel Brooks erzählte: „Die Produzenten kamen und sagten, Hedy Lamarr würde die Produktion verklagen, wenn wir ihren Namen in dem Film verwenden würden. Bitte bezahlt sie!“ – schlussendlich einigte man sich mit Hedy Lamarr außergerichtlich auf eine Zahlung.
Die Bürger der Western-Stadt Rock Ridge tragen alle den Familiennamen Johnson. Mehrere der Johnson-Figurennamen enthalten hierbei Anspielungen: Olson Johnson ist eine Referenz an das Komikerduo Olsen und Johnson, Howard Johnson an die Restaurantkette Howard Johnson’s, Van Johnson an den gleichnamigen Hollywood-Schauspieler, und Dr. Samuel Johnson an den englischen Schriftsteller Samuel Johnson. Die Figur des bärtigen, schwer zu verstehenden Gabby Johnson ist eine Parodie auf George „Gabby“ Hayes, der in zahlreichen Westernfilmen den kauzigen Sidekick des Helden verkörperte.
Die Dorfbewohner wollen ihren Ort zunächst kampflos aufgeben, bis Sheriff Bart sie fragt, ob sie (wenn nicht für ihn), „für Randolph Scott“ die Stadt verteidigen würden. Scott hatte in klassischen, idealistischen Western oft den heldenhaften Revolvermann oder Sheriff verkörpert.

## Synchronisation
Die deutsche Synchronfassung entstand bei der Deutsche Synchron Filmgesellschaft mbH & Co. Karlheinz Brunnemann Produktions KG, Berlin. Karlheinz Brunnemann schrieb das Dialogbuch und führte Regie.
| Rolle                                           | Darsteller                | Synchronsprecher        |
| ----------------------------------------------- | ------------------------- | ----------------------- |
| Bart                                            | Cleavon Little            | Joachim Kemmer          |
| Jim / Kid the Kid                               | Gene Wilder               | Michael Chevalier       |
| Taggart                                         | Slim Pickens              | Arnold Marquis          |
| Hedley Lamarr                                   | Harvey Korman             | Jürgen Thormann         |
| Lili Von Shtupp                                 | Madeline Kahn             | Beate Hasenau           |
| Gov. William J. LePetomaine / Indianerhäuptling | Mel Brooks                | Martin Hirthe           |
| Lyle                                            | Burton Gilliam            | Joachim Pukaß           |
| Mongo                                           | Alex Karras               | Edgar Ott               |
| Der Henker                                      | Robert Ridgely            | Edgar Ott               |
| Olson Johnson                                   | David Huddleston          | Klaus Sonnenschein      |
| Reverend Johnson                                | Liam Dunn                 | Friedrich W. Bauschulte |
| Howard Johnson                                  | John Hillerman            | Klaus Miedel            |
| Van Johnson                                     | George Furth              | Lothar Blumhagen        |
| Buddy Bizarre                                   | Dom DeLuise               | Lothar Blumhagen        |
| Gabby Johnson                                   | Claude Ennis Starrett Jr. | Gerd Duwner             |
| Harriett Johnson                                | Carol Arthur              | Tina Eilers             |
| Dr. Sam Johnson                                 | Richard Collier           | Franz-Otto Krüger       |
| Charlie                                         | Charles McGregor          | Manfred Grote           |

## Sonstiges
- Unter dem Originaltitel The Wild Wild West (Verrückter wilder Westen) erschien 1965 eine humoristische Western-Fernsehserie mit Robert Conrad und Ross Martin, die 1999 mit Will Smith und Kevin Kline ein Kinoremake unter dem Titel Wild Wild West erlebte.

- Es war geplant, nach dem Film eine Western-Fernsehserie unter dem Titel Black Bart zu produzieren. Es entstand allerdings nur eine Pilotepisode. Die Titelrolle des schwarzen Sheriffs übernahm der Schauspieler Louis Gossett Jr.

- Das Titel-Lied Blazing Saddles wird von dem Country-Sänger Frankie Laine gesungen, der bereits in den 1950er-Jahren für mehrere Western die Titellieder eingesungen hatte.

- Die deutsche Tagline lautete: „Wo Kirchen gesprengt, Frauen brutal verprügelt und Rinder vergewaltigt werden, bleibt noch Zeit, ein wenig Spaß zu haben.“

- Bei einem Budget von 2,6 Millionen US-Dollar spielte der Film, laut Box Office Mojo, allein in den USA 119,5 Millionen US-Dollar ein.[9]